# ایگینیو مورینیگو
ایگینیو مورینیگو (انگلیسی: Higinio Morínigo؛ ۱۱ ژانویه ۱۸۹۷ – ۲۷ ژانویهٔ ۱۹۸۳) سیاست‌مدار اهل پاراگوئه بود. وی از ۷ سپتامبر ۱۹۴۰ تا ۳ ژوئن ۱۹۴۸ رئیس‌جمهور این کشور بود.
ایگینیو مورینیگو در ۲۷ ژانویه ۱۹۸۳، در سن ۸۶ سالگی درگذشت.